# Баварсько-Інгольштадтське герцогство
Баварсько-Інгольштадтське герцогство (нім. Teilherzogtum Bayern-Ingolstadt) — герцогство, що утворилося в результаті розподілу Ландсгут-Баварського герцогства між представниками династії Віттельсбахів. Існувало в 1392—1447 роках. Тривалий час боролося за підкорення інших баварських володінь. Зрештою було переможене і приєднано знову до Ландсгут-Баварії.

## Історія
Утворилося внаслідок угоди між синами Стефана II, герцога Ландсгут-Баварського, — Стефаном III, Фрідріхом I та Іоганном II, які протягом 1379—1392 років керували батьківськими володіннями разом. Втім зрештою внаслідок постійних сварок вирішили герцогство поділити. В результаті утворилися Ландсгут-Баварське, Баварсько-Мюнхенське та Баварсько-Інгольштадтське герцогства. Правителем останнього став Стефан III.
Нове володіння не було єдиним, фактично складалася з майже 10 окремих земель, слабко пов'язаних одне з одним: графство Лехсгемюнд-Грайсбах, округи Гекстедт-ан-дер-Донау, Лауїнген, Гундельфінген-ан-дер-Донау, Гільпольтштайн, Фрайштадт, Вайсенгорн, Нойбург-ан-дер-Донау, Інгольштадт, Айхах, Фрідберг, Мауерштеттен, Маркт-Швабен, Вассербург-ам-Інн, замки Лендек, Вартштейн, Голнштейн, вузька смужка землі до озера Кімзеє.
З перших герцогів було взято курс на розширення кордонів герцогства. Вони спровокували так званні війни Баварського дому. Спочатку у 1394—1395 роках вдалося встановити зверхність над Баварією-Мюнхен. Проте у 1402 році влада над цим герцогством була втрачена. Також спроба 1410 року захопити Тіроль у Габсбургів виявилася марною.
З 1414 року почалися війни з Ландсгут-Баварією, на бік якої стало Баварсько-Мюнхенське герцогство та Бранденбурзьке маркграфство. Зрештою у 1422 році Баварія-Інгольштадт зазнало важкої поразки. від розділу між переможцями її врятував імператор Сигізмунд I. У 1429 році за рішення Пресбурзького арбітражу герцогство отримало частину Баварсько-Штраубінзького герцогства.
У 1434 році почалися нові конфлікти з Ландсгут-Баварським герцогством. Втім в цій боротьбі Баварія-Інгольштадт зазнало невдачі. Зрештою внаслідок внутрішньої боротьби за владу опинилося послабленим й у 1445 році без спротиву було захоплено Ландсгут-Баварією.

## Управління
Уся влада перебувала в руках герцога, який призначав усіх службовців держави. З огляду на розкиданість володінь в окремих важливих містах або замках розташовувалися бургграфи, фогти або ландпфлегери. Герцог особисто керував військом. У питаннях фінансів його допомагали радники, правом займалися спеціально призначені нотаріуси чи реєстратори.

## Економіка
Основу герцогства становили сільське господарство й у містах — ремісництво. Внаслідок розкиданості володінь не сформувався єдиний ринок. Також на фінансах держави негативно впливали постійні війни із сусідами. Тому доводилася герцогам закладати свої землі задля отримання коштів. На 1413 році майже половина Баваріх-Інгольштадт була у закладі. Відновлення економіки герцогства відбулося за рахунок вигідного шлюбу інгольштадтської принцеси з французьким королем Карлом VI. За рахунок необмеженого доступу до королівської скарбниці вдалося викупити усі володіння, а потім прикупити землі — ландграфства Лейхтенберг та Зульцбах. Втім розкиданність володінь все одно не давало можливостей для розвитку.

## Герцоги
- Стефан Чудовий (1392—1413)
- Людвіг Бородатий (1413—1443)
- Людвіг Молодий (1443—1445)